# Voie verte de Nevers au pont de Guetin
La voie verte de Nevers au pont de Guétin est un aménagement cyclable long de 13 km situé en France qui longe le canal latéral à la Loire entre Nevers dans le département de la Nièvre et le pont de Guétin à Cuffy.

## Description
Cet aménagement cyclable en site propre de type voie verte a été inauguré en 2004. Il est destiné aux cyclistes et aux marcheurs mais est impraticable, sauf sur un tronçon de 2 km, pour les rollers et les personnes en fauteuil roulant du fait du type de revêtement choisi sur une majorité du parcours (enduit gravillonné). La piste est tracée sur l'ancien chemin de halage du Canal latéral à la Loire et passe sur les territoires des communes de Sermoise-sur-Loire, Challuy et Gimouille. La piste est reliée à l'itinéraire cyclable de la Loire à Vélo lui-même tronçon de l'EuroVelo 6.

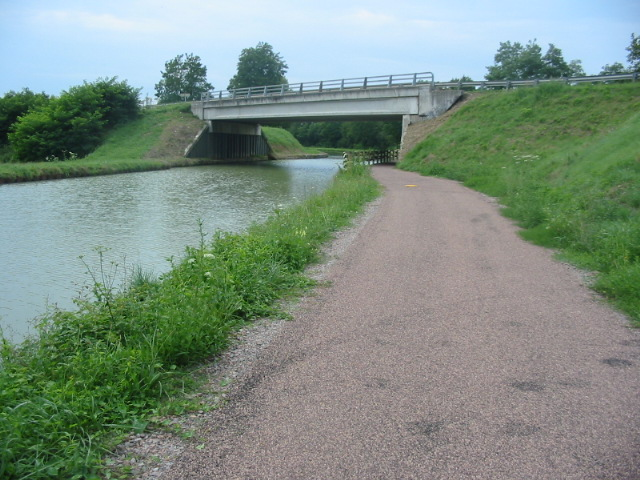
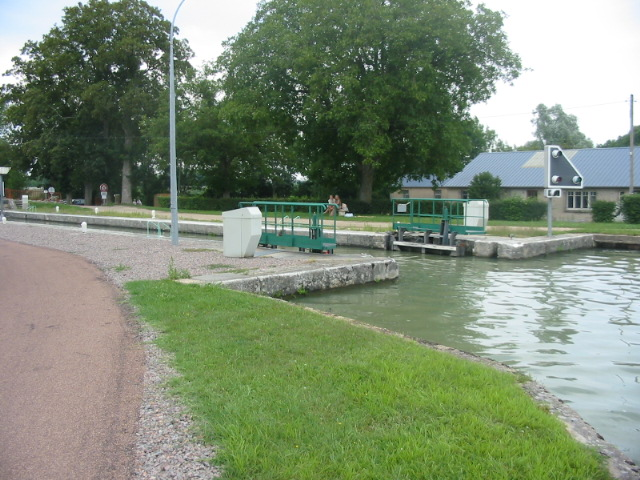
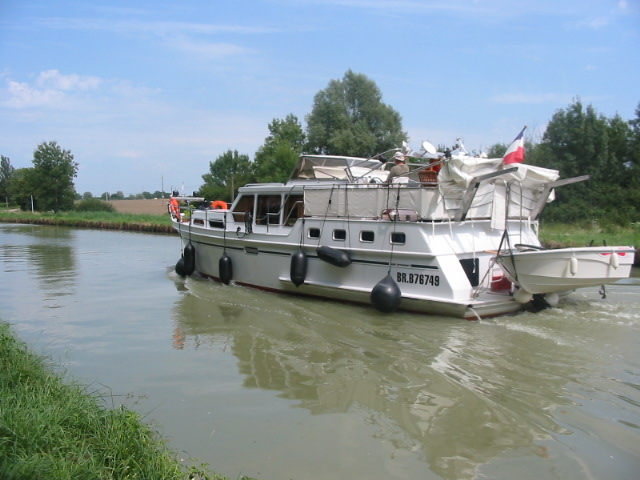
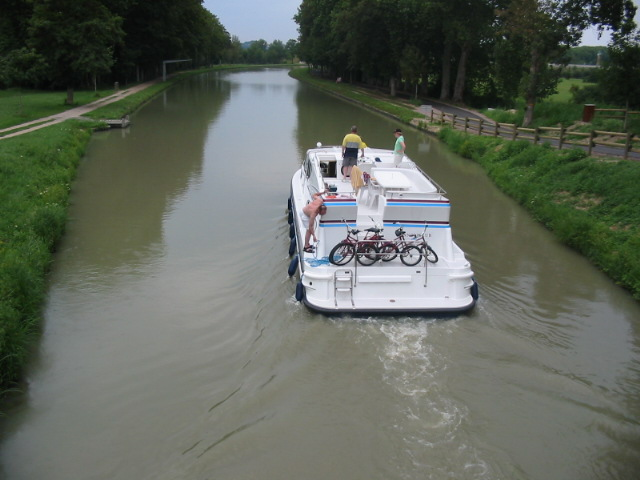
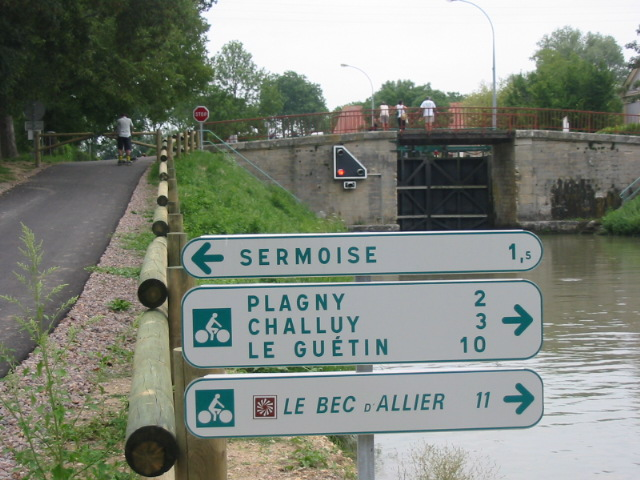